# Pierre Dalleaume
Pierre Barthélémy François Dalleaume est un homme politique français né le 8 novembre 1748 à Trefforest (Seine-Maritime) et mort le 7 juin 1827 à Mesnil-Mauger (Seine-Maritime).
Sous-préfet de Neufchâtel en 1800, il est député de la Seine-Maritime de 1804 à 1815.

## Distinctions
- Chevalier de la Légion d'honneur (1814).

## Sources
- « Pierre Dalleaume », dans Adolphe Robert et Gaston Cougny, Dictionnaire des parlementaires français, Edgar Bourloton, 1889-1891 [détail de l’édition]